# Carl Theodor Barth
Carl Theodor Barth (eigentlich Johann Anton Carl) (* 2. Oktober 1805 in Lauterecken; † 19. November 1837 in Liechtenstein) war ein deutscher Jurist und Publizist.

## Leben
Carl Theodor Barth besuchte das Gymnasium in Zweibrücken. 1826 immatrikulierte er sich an der Universität München, wechselte aber Ende 1827 als stud.jur nach Heidelberg und schließlich ein Jahr später nach Erlangen, wo er sein Studium beendete. Er ließ sich als Rechtskandidat in Zweibrücken nieder. Während seines Studiums trat er 1827 sehr wahrscheinlich der Alten Heidelberger Burschenschaft bei.
Gemeinsam mit den demokratischen Juristen Ferdinand Geib, Joseph Savoye und Friedrich Schüler und dem Buchdrucker Jakob Friedrich Rost war er an der Gründung des Deutschen Preß- und Vaterlandvereins in Zweibrücken  beteiligt, dem sich in der Folge zahlreiche Ortsgruppen in ganz Deutschland anschlossen. Beim Hambacher Fest 1832 nahm er als Redner teil. In der folgenden Zeit lieferte er als Mitredakteur Aufsätze für Rosts "Zweibrücker Allgemeine Zeitung". Wegen seiner Hambacher Rede und seinen Publikationen wurde Carl Theodor Barth am 16. Mai 1833 angeklagt und wegen Beschimpfung und Beleidigung von Beamten zu fünf Monaten Gefängnis verurteilt. Direkt nach der Urteilsverkündung floh Barth über die Grenze ins französische Saargemünd, von dort einige Wochen später ins Schweizer Exil. Hier war er einer Anregung Giuseppe Mazzinis folgend einer der Gründer des radikaldemokratischen Geheimbunds "Junges Deutschland"  und gehörte dessen erstem Komitee an. Als Präsident  stand er der Berner Sektion des "Jungen Deutschlands" vor.
Er nahm an Mazzinis Savoyenzug teil, der das Ziel hatte, das Königreich Sardinien von der Herrschaft des Königs Karl Albert zu befreien. Nach dem Scheitern der Kampagne war Barth am 15. April 1834 einer der fünf deutschen Unterzeichner der Verbrüdererungsakte "Junges Europa".
Wegen seines Aufrufs "An die teutschen Soldaten" und als Mitunterzeichner des gleichfalls beschlagnahmten Appells "An die Unterdrückten Deutschlands" wurde er am 18. Juni 1834 aus Bern ausgewiesen und nach England abgeschoben.
Von England ging Barth nach Frankreich und war im Oktober dieses Jahres an der Konstituierung des "Jungen Deutschlands" in Nancy beteiligt. Vor der erneuten Abschiebung floh er in die Schweiz und war in Bern bis zu seinem frühen Tod mit dem Aufbau der Handwerkervereine des "Jungen Deutschlands" befasst.
Er ist im Schwarzen Buch der Frankfurter Bundeszentralbehörde (Eintrag Nr. 56) eingetragen.